# Plan osculateur

En un point d'une courbe gauche, le plan osculateur est dirigé par les vecteurs T et N du repère de Frénet

En mathématiques, et plus précisément en géométrie euclidienne, le plan osculateur en un point d'une courbe de l'espace est le plan affine qui « colle » au mieux à la courbe au voisinage de ce point.

## Description
La notion de plan osculateur est introduite par Clairaut. Le terme, qui provient du latin osculari signifiant « baiser », « embrasser », traduit l'idée d'un plan qui approche au mieux localement la courbe en un point de celle-ci où le plan osculateur est calculé, qui a avec elle un meilleur contact. Ce plan contient notamment la tangente et le cercle osculateur à la courbe en ce point. La notion de torsion, qui mesure l'écart entre la courbe et le plan osculateur en un point, est introduite ultérieurement par Monge.
En un point birégulier d'une courbe de l'espace, le plan osculateur est dirigé par les vecteurs vitesse et accélération, c'est-à-dire par les deux premiers vecteurs dérivés, supposés non colinéaires. C'est aussi le plan engendré par les deux premiers vecteurs T et N du repère de Frenet en ce point.